# مریین تینخا
مریین تینخا (به هلندی Merijn Tinga) (متولد ۱۹۷۲ در لیوواردن هلند) یک ورزشکار حرفه‌ای، موج‌سوار، پویشگر و فعال محیط زیست هلندی است. او به خاطر خدماتش در بهبود شرایط محیط زیست در اروپا و تلاش جدی برای مقابله با آلودگی پلاستیکی مشهور است.

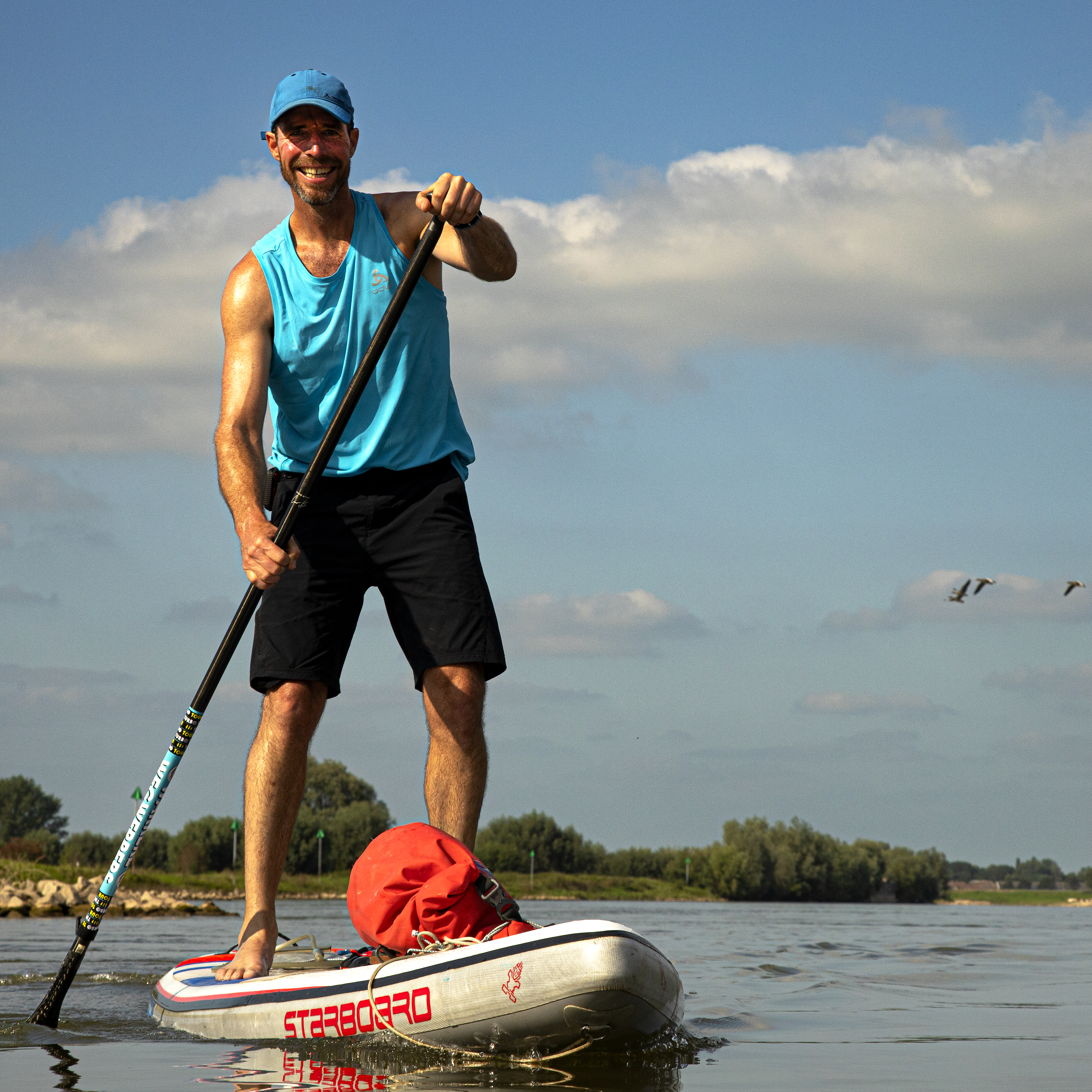
مریین تینخا بر روی تخته موج سواری معروف خود در حال اجرای برنامه برای پویش تفکیک زباله از مبدأ در مدارس - سپتامبر ۲۰۲۱

## موج سواری در «معجون پلاستیک»
یکی از پویش‌های بزرگ تینخا، «موج سواری در معجون پلاستیک» (plastic soup surf) است که در آن وی با موج سواری در سواحل و بخش‌های آبی مختلف دنیا، سعی در جلب توجه مخاطبان به آلودگی پلاستیکی در دریا دارد و از این جهت، دریا را «معجون پلاستیک» می‌خواند. مریین تینخا به کمک حامیان خود با استفاده از بطری‌های پلاستیکی که از آب‌های آزاد یافته، تخته موج حرفه ای برای موج سواری درست کرده و با همین تخته موج سواری در سواحل مختلف برای تبلیغ مبارزه با آلودگی پلاستیکی موج سواری می‌کند
.

## کمپین برای مبارزه با آلودگی پلاستیکی در هلند
از جمله فعالیت‌های او، موج سواری‌های متعدد در اروپا و سواحل هلند و حمایت از کاهش ۹۰ درصدی رهایش بطری پلاستیکی در طبیعت است. وی در این خصوص حامی اصلی طرح ودیعه گذاری بر بطری‌ها در هلند بوده که نهایتاً موفق به متقاعد کردن سیاستمداران و تصویب و اجرای این قانون در هلند شد که باعث کاهش چشمگیر رهاسازی بطری‌های پلاستیکی در این کشور شده‌است.

## انتخاب به عنوان ورزشکار محبوب سال 2023
مریین تینخا در سال 2023 توسط مجموعه فیفتی به عنوان یکی از 50 ورزشکار محبوب جهان در سال 2023 انتخاب شد. فیفتی هر ساله ورزشکارانی که با فعالیت خاص خود بیرون از محیط ورزش تفاوت بزرگی در جامعه انسانی ایجاد کردند را به عنوان ورزشکاران محبوب سال معرفی می کند . 

## کمپین برای قانون ودیعه گذاری بر بطری ها در اروپا 2023 - 2024
تینخا با شکستن رکورد موج سواری بدون وقفه با تخته تشکیل شده از بطری پلاستیکی، در آبهای اروپایی از شهر اسلو در نروژ به لندن و سپس از لندن به پاریس در سال های 2023 و 2024 موج سواری کرد. طی این سفرها اون با دریافت پوشش رسانه ای مناسب، تقاضانامه هایی برای مجالس قانون گذاری این کشورها به همراه برد که از سیاستمداران می خواست قانون ودیعه گذاری بر بطری ها را تصویب کنند .   

## سخنرانی عمومی و پوشش رسانه‌ای
فعالیت‎ های تینخا در مهمترین رسانه های انگیزشی و خبری دنیا از جمله تد تاک ، بی بی سی  و شبکه تلویزیونی دیسکاوری انعکاس داشته است و او در سالهای بعد از فروکش کردن ویروس کرونا، بیش از 150 سخنرانی عمومی در کشورهای مختلف جهان داشته است.